# Ороковіс (Пуерто-Рико)
Ороковіс (ісп. Orocovis) — муніципалітет Пуерто-Рико, острівної території у складі США. Заснований 25 травня 1825 року.

## Географія
Площа суходолу муніципалітету складає 164 км² (13-е місце за цим показником серед 78 муніципалітетів Пуерто-Рико).

## Демографія
Станом на 2010 рік на території муніципалітету мешкало 23 423 ос.
Динаміка чисельності населення:

## Населені пункти
Основним населеним пунктом муніципалітету Ороковіс є однойменне місто:
| Населений пункт | Статус | Населення :   | Населення :   | Населення :   |
| Населений пункт | Статус | на 01.04.1990 | на 01.04.2000 | на 01.04.2010 |
| --------------- | ------ | ------------- | ------------- | ------------- |
| Ороковіс        | Місто  | 1 032         | 909           | 722           |